# Günter Pangerl
Günter Pangerl (* 24. Juni 1945) ist ein ehemaliger deutscher Fußballspieler.

## Laufbahn
Der Stürmer spielte Anfang der 1970er Jahre in der zweitklassigen Regionalliga West für Bayer 04 Leverkusen, Eintracht Gelsenkirchen und Preußen Münster. Von Sterkrade 06/07 kam er zur Spielzeit 1970/71 zum Regionalligisten Bayer Leverkusen und debütierte unter Trainer Theo Kirchberg am Starttag, den 16. August 1970, im Auswärtsspiel beim SC Viktoria Köln als Linksaußen in der Fußball-Regionalliga West. Von 1970 bis 1972 absolvierte er 33 Spiele für Leverkusen und erzielte drei Tore. In der Runde 1972/73 stürmte Pangerl für Eintracht Gelsenkirchen in 33 Regionalligaspielen und schoss vier Tore. Das letzte Jahr der alten Zweitklassigkeit der Regionalliga, 1973/74, war er bei Preußen Münster unter Vertrag und kam auf 28 Einsätze und ein Tor. Im Sommer 1974 wechselte Günter Pangerl zum 1. FC Bocholt in die Verbandsliga Niederrhein. Nach einem guten vierten Platz im ersten Jahr wurde er mit dem Verein 1975/76 Niederrheinmeister, man scheiterte jedoch in der folgenden Aufstiegsrunde zur 2. Bundesliga am Bonner SC und VfL Wolfsburg. In der Spielzeit 1976/77 feierte der Stürmer mit dem Verein als Vizemeister im zweiten Anlauf den Aufstieg in die Zweite Bundesliga Nord, nachdem man sich in den Aufstiegsspielen erfolgreich gegen den Spandauer SV und die SVA Gütersloh durchgesetzt hatte. Pangerl wechselte allerdings 1977 zurück in den Amateurbereich zu Rot-Weiß Oberhausen. Mit RWO wurde er 1978/79 Meister der Oberliga Nordrhein; für Oberhausen absolvierte er in drei Jahren noch 57 Spiele (13 Tore) in der Oberliga Nordrhein und zweiten Bundesliga.
In späteren Jahren war er Trainer im Oberhausener Raum unter anderem bei der SG Osterfeld und Schwarz-Weiß Alstaden.